# Марко Кон
Марко Кон (Београд, 20. април 1972) српски је композитор, текстописац, аранжер, продуцент и извођач забавне музике. Заједно са Миланом Николићем, представљао Србију у полуфиналу Песме Евровизије 2009. у Москви са песмом Ципела.

## Биографија
Кон се родио у Београду од оца српско-јеврејског порекла и мајке Српкиње. Cвој први музички састав основао када му је било девет година. Његов деда, Андрија Ернест Кон, био је резервни официр Краљевине Југославије, а стриц му је познати српски епидемиолог др Предраг Кон. Свира кларинет, фрулу, саксофон, гитару, бас-гитару и бубњеве.
Марко Кон је аутор бројних песама са Александром Копцем. На званичном сајту „Европесме“ они су описани као „један од најуспешнијих тимова у српској забавној музици“. Кон је (до 2009) написао преко 800 песама забавне музике и певао пратеће вокале на преко 1.000 аудио-снимака. Био је један од аутора текста за песму „Луди летњи плес“, са којом су Фламингоси и Луис победили на Беовизији 2006 (види и Европесма-Еуропјесма), и копродуцент и коаранжер песме „Заувијек волим те“, са којом је Стефан Филиповић представљао Црну Гору на Песми Евровизије 2008. у Београду.
Конов победнички наступ на Беовизији 2009. са песмом „Ципела“, за коју су музику радили Кон, Кобац и Николић, а текст и аранжман Кон и Кобац, био је његово прво представљање публици као водећег певача. Песма је победила у укупном збиру са 19 поена, као фаворит жирија и четврта у гласању публике (7,4% гласова). Кон је изјавио да је песма настала око годину дана пре Беовизије, и да је првобитно имала другачији текст са насловом „Нос“. На Песми Евровизије 2009. планиран је био наступ у истом саставу као на Беовизији, са Миланом Николићем (хармоника), три плесача и пратећа вокала (Љубиша Динчић, Игор Кнежевић, Јован Сејњановић) и Катарином Громилић, балерином. Песма ће бити снимљена на енглеском, француском и руском језику.
Николић и Кон су заузели 10. место у другој полуфиналној вечери Песме Евровизије 2009. у Москви и нису се пласирали за наступ у финалу.